# Minigra

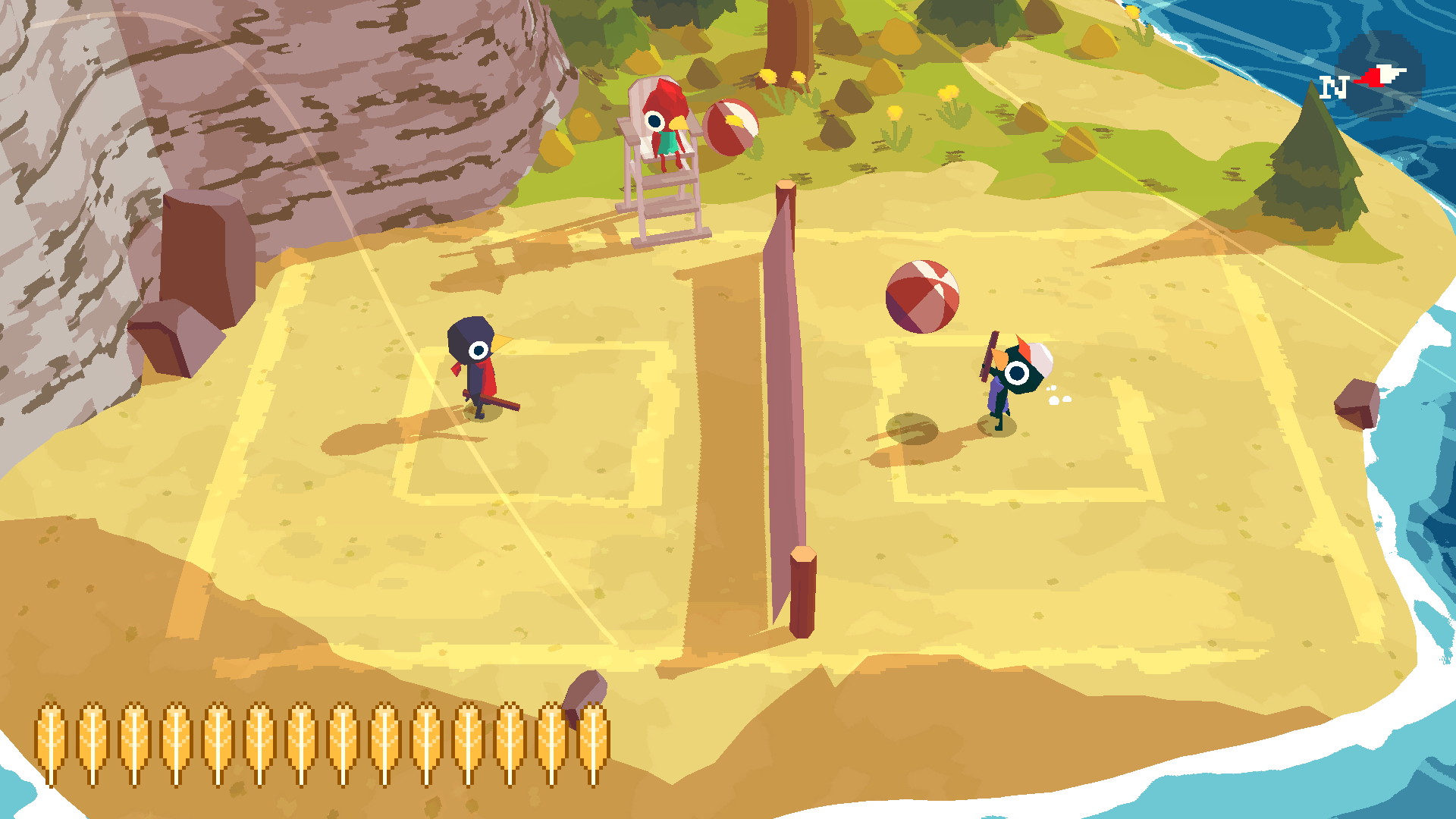
Minigra z produkcji A Short Hike polegająca na grze w "beachstickball" (grę podobną do siatkówki)

Minigra – zwyczajowe określenie małych, dodatkowych gier dostępnych dla gracza w większych grach komputerowych.